# 변화는 종이물고기도 헤엄치게 한다
《변화는 종이물고기도 헤엄치게 한다》는 미국의 변화 경영 컨설턴트 조너선 플럼이 2007년 9월에 출간한 도서이다. 한국어판은 한양대학교 교수와 전제아 박사가 번역하고 유영만 교수가 해제를 추가해 2011년 1월 한국경제신문에서 발행했다.

## 출판 정보
대한민국
ISBN 9788947527873